# 漢華中學
漢華中學（英語：Hon Wah College）是香港的一所一條龍直資學校，位於小西灣富欣道3號，於1945年創辦，曾有多所分校及夜中學。
在2022年初，該校辦學團體—漢華教育機構聯同另外五個辦學團體（香島教育機構、培僑教育機構、香港教育工作者聯會、香港勞校教育機構、香港福建商會教育基金）組成「香港華夏教育機構」，致力於加強辦學團體、學校之間的聯繫，共同關注和促進香港教育的發展。

## 歷史
漢華中學創立於1945年，最早於堅尼地城青蓮台設立，之後曾在元朗等地開設分校。1991年，漢華中學獲香港教育署批核，成為一間直資學校。自此，學校的資源得到大大改善，學校亦有較大的發展空間。為了進一步推行優質教育，學校竭力尋求一所新的校舍。2000年獲撥款自行設計蓋建一所中小學校舍。

## 校政管理

### 校董會
- 崔綺雲博士（兼校監）
- 李潔儀女士，BBS
- 馮敏威先生，MH，JP
- 黃玉山教授，BBS
- 譚鳳儀教授，BBS，JP
- 戴明興博士
- 關頴斌校長
- 黎國昭先生（職員校董）
- 黃國新先生（家長校董）
- 邱紹東先生（校友校董）
- 李雁怡女士（兼任校董會秘書）

### 創辦人及歷任校監、校長
校監
- 1954年至2002年：黃建立先生[1][2]
- 2002年至今：崔綺雲女士

校長
學校以一名總校長處理中小學所有事務，而小學部副校長則專責小學部事宜。
- 1945年至1946年：李鴻釨先生
- 1946年至1947年：李煥華先生
- 1947年至1949年：張泉林先生
- 1949年至1987年：黃建立先生
- 1987年至1990年：馮敏威先生
- 1990年至1999年：甘鉅廷先生
- 1999年至2007年：馮敏威先生
- 2009年至今：關穎斌先生（2007至2009年任助理署理校長）

副校長
- 1990年至1999年：馮敏威先生[3]
- 黃佩貞女士

副校長（小學部主管）
- 2006年至2009年：吳美嫻女士
- 2009年至2010年：吳美霞女士
- 2010年至今：歐惠珊女士

## 校徽
校徽有別於傳統學校的設計，以學校英語的簡稱「H.W.」為藍本，將二字連結，設計印象如中國傳說動物龍，故學校借喻象徵漢華中學是一條活潑、充滿生命力的龍。正所謂龍的傳人。並以採用藍綠二色代表漢華教育人才輩出，青出於藍。

## 校訓及理念
在2006年以前，學校均沒有一個實質的校訓，乃至2006年遷校後，校方才確立校訓為「漢粹國菁」，寓意學生，努力培養對漢族和母校的歸屬感，並承擔繼承和發揚中華文化精粹的使命，堅持愛国、愛港、勇當国家之精英的信念。且以「繼往開來，培育菁英，與時俱進，力求卓越」為其教學理念，務求提供優質教育，以綜合提高學生素質為目標，培育學生成為廿一世紀知識型經濟的新一代，為香港、為中国、為世界作出貢獻。

## 課程及班級結構

### 小學部
- 小一至小六各設3班

### 中學部
- 中一至中六級各設3班（中一至中六級設有重讀）

#### 新高中選修科目
- 數學單元二
- 物理
- 地理
- 化學
- 經濟
- 歷史
- 旅遊及款待
- 生物
- 企業、會計及理財概論
- 中國歷史
- 中國文學
- 視覺藝術

## 校舍設施
- 地下：校務處、會客室、醫療室、小賣部、男女更衣室、有蓋操場、2個籃球場、田徑練習跑道、排球練習場、攀石牆、抱石牆、攀石訓練設施及健身室
- 1樓：訓導室、靜思區、圖書館、校史室、多媒體學習中心、電腦室、演講廳、社工室
- 2樓：課室、科技學習中心、2個教師辦公室（中小學部各一個）、會議室、美術室、學習輔助教學室
- 3樓：課室、禮堂（內有2個羽毛場）、 兩張乒乓球檯、學生會室、音樂室及4個教師辦公室（中小學部各兩個）
- 4樓：課室、2個教師辦公室（中小學部各一個）、學習輔助教學室、舞蹈室
- 5樓：學生/校舍飯堂、2個中學部教師辦公室、教師休息室、2個地理室、小學空中花園、有機種植園地、禮堂雅座、禮堂控制室及中樂團室
- 6樓：校園電視台、生物、綜合科學、物理和化學實驗室及天台球場、射箭場及器材室
- 7樓：表演場、天氣監視儀器及空中花園、太陽能、風力發電設備
- 8樓：天台花園、球場

## 學生組織及活動
| - 乒乓球隊 - 游泳隊 - 籃球隊 - 排球隊 - 射箭隊 - 田徑隊 - 足球隊 - 羽毛球隊 - 花式跳繩隊 - 攀石隊 - 香港童軍港島地域第1187童軍旅 - 紅十字會青年團 - 升旗隊S042 - 公益少年團 YU 164 - 圖書館管理員 - 環保大使 |

## 著名/傑出校友
香港漢華中學自從1945年創校至今，現時的校友超過10000多人，遍佈海內外，現在由中國大陸、台灣、歐洲、廣州、菲律賓、加拿大及溫哥華等等均設有校友會分會。
- 姚思榮，SBS，JP：香港中國旅行社副董事長、香港中旅國際投資有限公司副總經理，香港旅遊業議會副主席、立法會議員（旅遊界）。
- 葉國謙，大紫荊勳賢，GBS，JP：香港行政會議成員、港區全國人大代表、前立法會議員（區議會（第一））。
- 貝鈞奇，SBS，BBS，MH：香港足總主席、公民體育會及愉園體育會主席。
- 林金璽：中國銀行零售銀行部副總經理。
- 李金鐘：香港中文大學校董、香港中文大學校友會聯會教育基金會主席。
- 邵衛國：中國銀行保險有限公司執行總裁。
- 施滄海：亨達國際控股有限公司執行董事兼副總經理。
- 胡軍，MH，BBS：香港舞蹈團首席演員。
- 陳鳳英：中聯辦特邀顧問。
- 楊祖坤：大公報顧問、前大公報總編輯。
- 黎永錦：中遠 (香港) 航運有限公司法律商務部副總經理。
- 潘耀明：著名作家，明報出版社、明窗出版社 及明報月刊總編輯兼總經理。
- 麥曉帆：青年作家， 2005年「冰心兒童圖書獎」得主。
- 陳克勤，BBS，JP：立法會議員（新界東北）、前行政長官辦公室特別助理。
- 潘嘉德：前香港無綫電視戲劇組製作部監製。
- 梁家仁：香港著名影視武打演員[註 1]
- 梁志祥，SBS，BBS，MH，JP：前立法會議員（新界西）。
- 陳學鋒，MH，JP：香港立法會議員（香港島西），曾任香港中西區區議會副主席、堅摩選區議員。[4]
- 葉國忠：前市政局議員、民建聯黨團召集人葉國謙之孿生胞弟、前油尖旺區議員葉傲冬之父親（1969年畢業）。
- 黃碧嬌：前香港大埔區議會主席、廣福及寶湖選區區議員。[5]
- 梁健文：前屯門區議會主席及民選區議員 （湖景選區）。
- 凌文海：前麗的電視及亞洲電視男演員，香港政治人物（1966年中五）[6]
- 李有毅：前香港電視節目主持人[7]（1974年中三）
- 古天祥：香港模特兒及演員
- 朱江：前香港演員（1959年至1960年中五）
- 黃曼凝：香港女演員（1979年至1980年中六）

## 外部連結
- 漢華中學 （页面存档备份，存于）
- 漢華中學校友會 （页面存档备份，存于）

22°15′54″N 114°15′01″E / 22.2649083°N 114.2501598°E